# Asterorhombus bleekeri
Asterorhombus bleekeri és un peix teleosti de la família dels bòtids i de l'ordre dels pleuronectiformes.

## Morfologia
Pot arribar als 8,4 cm de llargària total.

## Distribució geogràfica
Es troba a les costes de Queensland (Austràlia).